# Мария Клеофа фон Хоенцолерн-Зигмаринген
Мария Клеофа фон Хоенцолерн-Зигмаринген (на немски: Maria Cleopha von Hohenzollern-Sigmaringen; * 11 юни 1599, Зигмаринген; † 26 февруари 1685, Мескирх, Констанц) е графиня от Хоенцолерн-Зигмаринген и чрез женитби графиня на Бронкхорст-Батенбург, и княгиня на Аренберг (1632 – 1640) и херцогиня на Арсхот.

## Произход
Дъщеря е на граф Карл II фон Хоенцолерн-Зигмаринген (1547 – 1606) и втората му съпруга богатата наследничка Елизабет от Паландт-Кулемборг (1567 – 1620), вдовица на маркграф Якоб III фон Баден-Хахберг († 1590).

## Фамилия
Първи брак: на 6 ноември 1618 г. в Беверло с граф Йохан Якоб фон Бронкхорст-Батенбург (1582 – 1630), фогт в Елзас и Предна Австрия. Те имат две деца:
- Дитрих (1624 – 1626)
- Йохана Катарина (Исабела) (* 1627; † сл. 1685), омъжена 1641 г. за княз Жак Филип фон Крой-Милендонк († 1681, Кьолн)[4][5]

Втори брак: на 29 март 1632 г. в Кьолн с Филип Карл фон Аренберг (1587 – 1640), княз на Аренберг и херцог на Арсхот. Тя е третата му съпруга. Те имат децата:
- Карл Евгений (1633 – 1681), 2. херцог на Аренберг, 8. херцог на Арсхот и Крой, женен на 19 юни 1660 г. за Мария Хенриета де Кусанц (1624 – 1701)
- Алберт Жак Пиер (1634)
- дете
- Мария Тереза (1639 – 1705), омъжена на 4 януари 1660 г. в Брюксел за граф Франц Христоф фон Фюрстенберг (1625 – 1671)